# Milizen in Libyen seit 2011

Militärische Situation in Libyen 2016

Die Milizen in Libyen seit 2011 sind verschiedene bewaffnete Gruppen, die im Zuge des libyschen Bürgerkriegs entstanden sind. Das Land ist dadurch auch weiterhin tief gespalten, da verschiedene Gruppierungen um politische Legitimität und militärische Vorherrschaft kämpfen. Die Situation ist geprägt von Gesetzlosigkeit und Selbstjustiz.

## Hintergrund
Viele Gruppen, die im Libyschen Bürgerkrieg 2011 gegen den ehemaligen, autoritären Ex-Machthaber Muammar al-Gaddafi stark wurden, tragen bis heute Waffen (Stand 2014). Sie wurden von weiten Teilen der libyschen Bevölkerung zunächst als Helden der Revolution gefeiert. Seit dem Ende des Bürgerkrieges haben sie allerdings nach Einschätzungen von Beobachtern sich nicht in Richtung Demokratie bewegt. Die Gruppen bekämpfen sich gegenseitig und widersetzen sich hartnäckig den Aufforderungen der schwachen Zentralregierung. Viele Führer von Milizen sehen sich als „Garanten der Revolution“ und die Machtstrukturen des alten Regimes als noch wirkmächtig an.
In Libyen sind nach wie vor viele Waffen im Umlauf. Das Gaddafi-Regime hatte riesige Munitionslager angelegt und die internationale Gemeinschaft kommt mit der Entschärfung und Vernichtung dieser Bestände nicht nach. Diese Waffen nutzen nun auch die Milizen.
Die libysche Regierung versuchte wiederholt die diversen bewaffneten Milizen aufzulösen oder in die staatlichen Sicherheitskräfte einzugliedern. 
Zwischen den einzelnen Gruppen kommt es immer wieder zu Auseinandersetzungen. Das libysche Militär hat nicht immer die Mittel, um sich den schwer bewaffneten Gruppen entgegenzustellen. 
Im Oktober 2013 hatten Milizionäre den Regierungschef Ali Seidan entführt und einige Stunden lang festgehalten.

## Zuordnung der Gruppen
Die Zuordnung der bewaffneten Gruppen in Libyen ist schwierig. Ihre Struktur und die Position gegenüber anderen Gruppen und dem libyschen Staat ist oft nicht eindeutig. 
Wesentliche Gruppierungen sind:
- Libysche Nationale Befreiungsarmee (LNA), die dem sog. Abgeordnetenrat (HoR) nahe steht
- Regierung der nationalen Einheit (GNA), die von der UN-gestützt wird
- Tuareg-Milizen
- Islamistische Gruppierungen, wie z. B. der Islamische Staat (IS), Revolutionärer Rat (Shura) von Bengasi (BRSC) und Ansar al-Scharia

sowie weitere lokale Gruppierungen.
Die Libysche Nationale Befreiungsarmee wurde während des Bürgerkrieges aus Teilen der regulären libyschen Armee und lokal gebildeten Brigaden und Milizen gebildet. Bis heute versucht die libysche Regierung die verschiedenen Brigaden in die regulären Streitkräfte Libyens zu überführen. Dagegen wehren sich fast alle Gruppen. Einige Gruppen wenden sich offen gegen den libyschen Staat und richten eigene Herrschaftsbereiche mit eigenen Verwaltungs- und Regierungsstrukturen ein. Einige Gruppen erkennen die Übergangsregierung nicht an oder verfolgen separatistische Tendenzen.